# قيد طويل

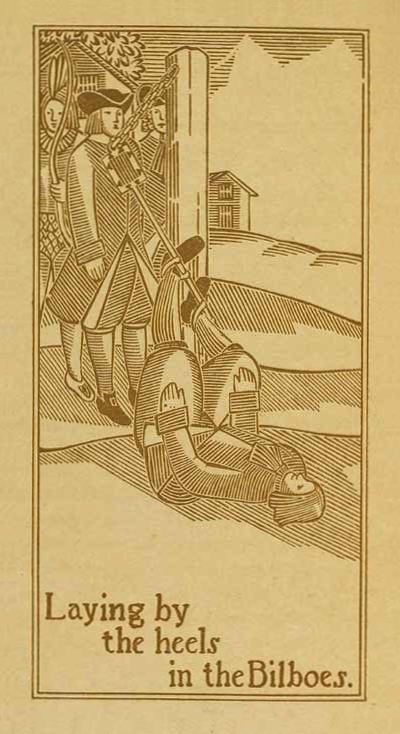
صورة لقيد بلباوي مربوط إلى كاحل أحد الخارجين على القانون

البِلباوِيّ هو قيد طويل حديدي يوضع عادةً على كاحلي الشخص. استُخدمت بشكلٍ عام كأصفادٍ للساقين لتقييد السجناء لأغراضٍ مختلفة حتى العصور الحديثة. استُخدمت الأصفاد أيضًا على سفن العبيد مثل سفينة هنريتا ماري. تقول الأسطورة أن أول ظهور لهذه القطعة الحديدية كان في بلباو، إقليم الباسك داخل إسبانيا، واستُورِد إلى إنجلترا بواسطة سفن الأسطول الإسباني لإستخدامه مع السجناء الإنكليز. ومع ذلك، يشير قاموس أكسفورد الإنكليزي إلى أن هذا المصطلح كان قد استُخدام باللغة الإنكليزية قبل ذلك بكثير.
تتكون الأصفاد من زوج من القضبان الحديدية على شكل حرف "U" (أغلال) مع ثقوب في النهايات يمرّ من خلالها قضيب حديدي. يحتوي القضيب في الغالب على مقبض كبير في إحدى أطرافه وفتحة في الطرف الآخر حيث يوجد قفل لتأمين جمعهم مع بعضهم البعض.
توجد الأصفاد بأحجام مختلفة، وتتراوح من الأحجام الكبيرة العادية إلى الأحجام الصغيرة خاصةً التي تناسب كاحلي المرأة وحتى الأحجام التي تًستخدم لتقييد الرسغين. كما يمكن تثبيتها على جدار أو حامل قوي تمامًا كما كانت تُستخدم في السجون. تُستخدم هذه الطريقة لتقييد الشخص لمنعه من التحرّك حيث يسمح فقط بحركة القدمين داخل الحيز المحدود الذي يسمح به القضيب.
استُخدمت الأصفاد منذ قديم الزمان لتنفيذ عقابٍ عام أمام الناس حيث يكمن سرّ إستخدامها في إذلال الشخص جسديًا واجتماعيا. كانت الناس تُقيد حافية القدمين في كثير من الأحيان هذا الشيء الذي زاد من نسبة الإذلال الذي سيتعرض له أي شخص في هذه الحالة. كانت الأصفاد ذات شعبية في إنكلترا وأمريكا في الفترات الإستعمارية والثورية المبكرة (كما هو الحال في مستعمرة خليج ماساتشوستس). استعمل الإنكليز هذه الأصفاد من أجل معاقبة المخالفين لقوانين جلالة الملك. تظهر الأصفاد في بعض الأحيان في الأدب بما في ذلك ملحمة هاملت (الفصل الخامس، المشهد الثاني) وفي مجلّات «كابتن كوك».
وثّق البعض حالةً ملحوظة من الاستخدام المفرط للأصفاد في جمهورية ترينيداد التي تقع في جنوب البحر الكاريبي تحت الإدارة البريطانية من قبل الحاكم توماس بيكتون خلال الإجراء الجنائي ضد لويسا كالديرون البالغة من العمر ثمانية عشر عامًا في عام 1801. واتهم بيكتون الخادمة السابقة للحاكم بالسرقة من منزله بعد استجوابها أولًا وتعريضها للخضوع والتعذيب مما جعلها تعترف بطريقة إجبارية.
في وقتٍ لاحق، تُركت الخادمة في السجن لمدة ثمانية أشهر متواصلة بينما كانت التحقيقات القانونية جارية حيث كانت مقيدة بالأغلال بشكل قاسٍ بجدار زنزانتها، فاضطرّت إلى البقاء في مكانٍ واحد طوال مدة سجنها. اًسقطت التهمة في نهاية المطاف وأخلي سبيل لويسا كالديرون من سجنها بعد بقاءها مقيدة لعدة شهور. قُيِم هذا الشكل المفرط من الحبس مع التعذيب السابق في وقتٍ لاحق على أنه غير إنساني أثناء إعادة التقييم القضائي لهذه الحالة.
استُخدمت الأصفاد لتقييد العبيد على سفن العبيد كما أنه عُثر على معدات تشكل أكثر من ثمانين واحدة موجودة على سفينة هنريتا ماري، وهي سفينة تابعة للإنكليز دُمّرت في فلوريدا كيز في عام 1700 بعد أن كانت تنقل العبيد إلى جامايكا. عُثر أيضًا على كميةٍ من الأصفاد في الحطام المرجاني الشوكي، وهو حطام إسباني في جزر تركس وكايكوس منذ أوائل القرن السادس عشر والذي ربما كان حطام سفينة لوكايان التي كانت تجمع العبيد في جزر البهاما.
استُخدمت الأصفاد لربط اثنين من العبيد معًا، يدل ذلك على أن الأًصفاد التي وجدت على سفينة هنريتا ماري كانت تقيّد ما يقارب 160 عبدًا. لم توضع الأصفاد عادةً على كل الرقيق المنقولين، ولم تكن تُترك في كل رحلة إلا فقط للعبيد الأقوياء والذين يفترض أنهم كانوا أكثر تمردًا أو هروبًا حيث بقوا مقيدين حتى نهاية الرحلة.